# Signigobius
Signigobius is een monotypisch geslacht van straalvinnige vissen uit de familie van grondels (Gobiidae).

## Soort
- Signigobius biocellatus Hoese & Allen, 1977